# Монастир Ашоки

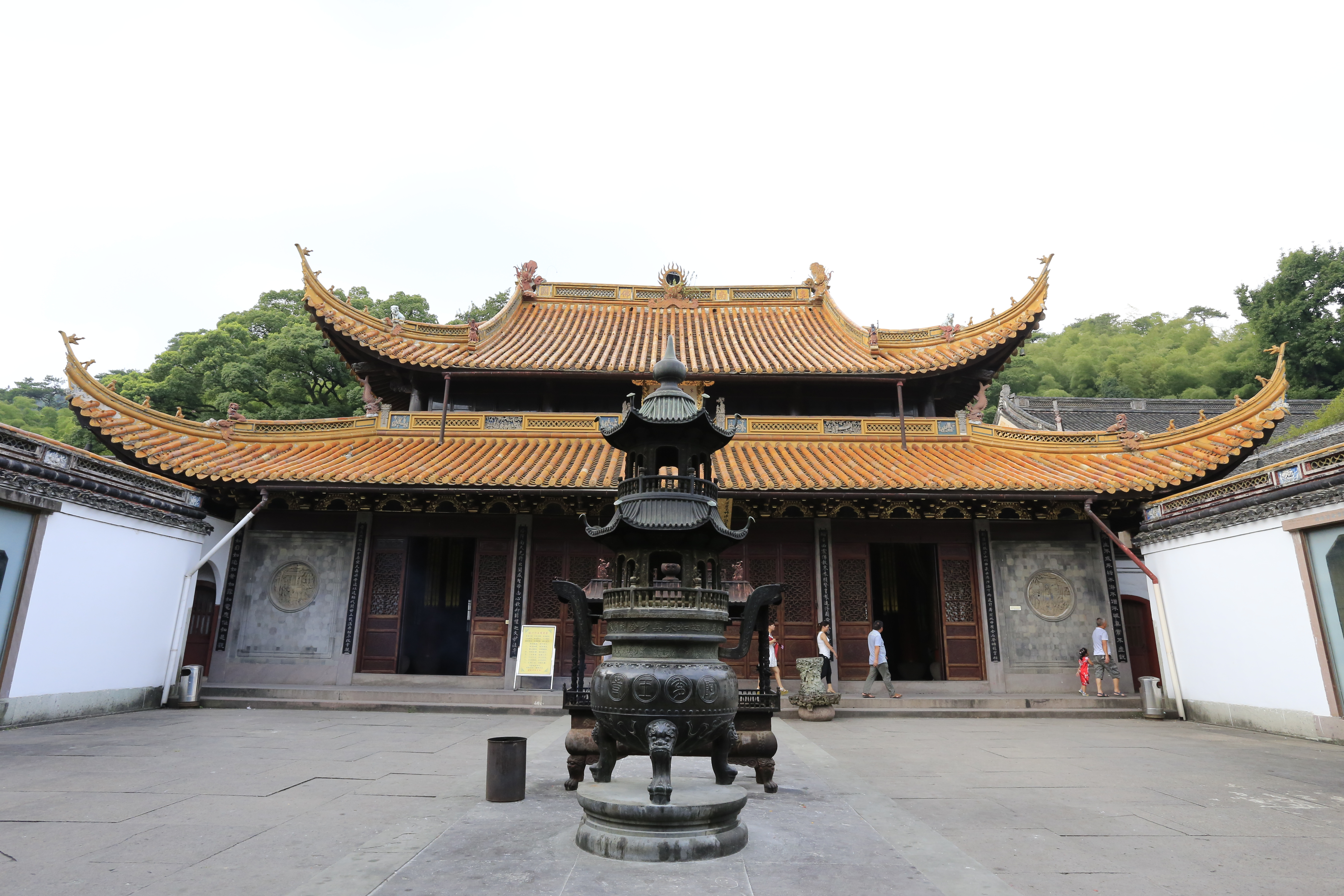
Головний храм монастиря.

Монасти́р Ашо́ки (кит.: 阿育王寺, Аюван-си) — чань-буддистський монастир у Китаї, в провінції Чжецзян. Розташовується у місті Нінбо, на горі Ашоки (сучасна гора Тайбай). Один із п'яти головних буддистських монастирів династії Сун та Китаю загалом. Заснований 282 року за династії Східна Цзінь, коли Лю Сахе чудом знайшов на цьому місці ступу із мощами давньоіндійського раджі Ашоки, покровителя будизму. Єдиний в Китаї монастир, що зберіг у назві ім'я цього правителя. 2006 року зареєстрований як важлива державна культурна пам'ятка.